# Carratraca
Carratraca ist eine Gemeinde (municipio) mit 786 Einwohnern (Stand: 2024) in der Provinz Málaga in der Autonomen Region Andalusien im Süden Spaniens. 

## Geographie
Die Gemeinde liegt etwa 56 km von Ronda und der Provinzhauptstadt Málaga entfernt. Sie befindet sich zwischen den nordöstlichen Ausläufern der Serrania de Ronda. Der Ort grenzt an die Gemeinden Álora, Ardales und Casarabonela. Er gehört zur Comarca Guadalteba.

## Geschichte
Der heutige Ort entstand im 19. Jahrhundert um ein Cortijo (Landgut), das den Namen Aguas Hediondas ("übelriechende Gewässer", wegen der Schwefelquellen) trug, in dem es ein Bad und eine Wallfahrtskirche aus dem 18. Jahrhundert gab. Es gibt allerdings Besiedelungsspuren, welche bis in die Prähistorie und die Römerzeit zurückreichen.

## Name
1745 schrieb Cristóbal Medina Conde, dass die Leute bei den Bädern Feste feierten und tanzten und aufgrund der Geräusche carratrá, carratrá von Trommeln und Kastagnetten onomatopoetisch begannenen, die Bäder Aguas Hedionadas als Carraratraca zu bezeichnen.

## Bevölkerungsentwicklung
| 1842 | 1900  | 1950  | 1980  | 1990 | 2000 | 2010 | 2020 |
| ---- | ----- | ----- | ----- | ---- | ---- | ---- | ---- |
| 872  | 1.668 | 1.565 | 1.015 | 819  | 835  | 840  | 723  |